# Order Świętego Męczennika Tryfona
Order Świętego Męczennika Tryfona (ros. Орден Святого Myчeникa Tpифoнa) – odznaczenie kościelne Cerkwi Prawosławnej Federacji Rosyjskiej.
Tryfon, mnich syryjski żyjący na przełomie II i III wieku, urodzony we wsi Campsada w pobliżu miasta Apamea w Syrii, najpierw pasterz gęsi był znanym cudotwórcą i egzorcystą. Wezwany do Nicei, by wygnać złego ducha, który opanował córkę cesarza Gordiana, zmarł śmiercią męczeńską w r. 250 na rozkaz cesarza Trajana Decjusza. Pochowany został w kościele pw. św. Augustyna w Rzymie, ale także kościół  pod jego wezwaniem w miejscowości Kotor, której Trifon (Tripun) jest patronem, w Czarnogórze, chlubi się posiadaniem jego sarkofagu. Tryfon jest świętym i katolickim (imieniny: 10 listopada) i prawosławnym (imieniny 1 lutego). Chroni przed złymi duchami i owadami. Oprócz niego Rosyjski Kościół Prawosławny czci jeszcze dwóch innych świętych tego imienia: opata Tryfona z Wiatki (XVII w.) i  opata Tryfona z Koli (XVI w.).
Ustanowiony przez Święty Synod Rosyjskiej Cerkwi Prawosławnej 22 lutego 1995 roku trójklasowy order jego imienia  nadawany jest zarówno osobom fizycznym jak i organizacjom za aktywną działalność w walce z alkoholizmem, narkomanią i innymi chorobliwymi objawami w życiu społeczeństwa oraz za ochronę Wiary Chrystusowej.
Insygnium orderu jest krzyż grecki z nieco przedłużonym prostopadłym ramieniem, w II i Ii klasie emaliowany na czarno, w III nieemaliowany. W  owalnym medalionie środkowym krzyża mieści się podobizna świętego, otoczona napisem "ЗA TPYДЫ И ПOЛЬЗY CB. TPИФOHA MYЧ". Między ramionami krzyża znajdują się pięcioczłonowe wiązki promieni. Order jest noszony na piersi na śrubie z mutrą.